# 久保田宏
久保田 宏（くぼた ひろし、1937年8月2日 – 2014年9月24日）は、日本の医師。教育者。名寄市立大学初代学長。名寄市立大学短期大学部元学長。北海道中川郡美深町出身。

## 履歴
北海道名寄高等学校卒業。1961年北海道大学理学部卒業。1965年同医学部卒業。同年、北海道大学病院勤務。その後、市立旭川病院胸部外科部長などを経て、1991年名寄市立総合病院副院長。市立名寄短期大学非常勤講師。1993年名寄市立総合病院院長。2003年名寄市立総合病院名誉院長。風連町国民健康保険診療所所長。名寄市文化賞受賞。2006年名寄市立大学初代学長・名寄市立大学短期大学部学長に就任。2010年名寄市立大学・名寄市立大学短期大学部退官。2014年9月24日、肺炎のため死去。
1973年、北海道大学 医学博士。論文の題は「生物肺による長時間体外循環に関する実験的研究 : 主としてoxygenatorとしての生物肺の機能的限界について」。